# Heart
Heart je američki glazbeni sastav osnovan 1973. Vrh popularnosti dosegli su krajem 1980-ih iz kojeg su vremena poznati singlovi: "What About Love" i "Never" (1985.), "These Dreams" (1986.), "Alone" (1987.) te "All I Wanna Do Is Make Love to You" (1990.).
U Rock and Roll Hall of Fame primljeni su 2013. godine.

## Studijski albumi
- Dreamboat Annie (1975.)
- Magazine (1977.)
- Little Queen (1977.)
- Dog and Butterfly (1978.)
- Bébé le Strange (1980.)
- Private Audition (1982.)
- Passionworks (1983.)
- Heart (1985.)
- Bad Animals (1987.)
- Brigade (1990.)
- Desire Walks On (1993.)
- Heart Presents a Lovemongers' Christmas (2001.)
- Jupiters Darling (2004.)
- Red Velvet Car (2010.)
- Fanatic (2012.)
- Beautiful Broken (2016.)

## Vanjske poveznice
- Službene stranice sastava